# Zemër
Singles par Dhurata Dora
Qikat e mia
(2019) Te quiero
(2019)
Singles par Soolking
Liberté
(2019) Espérance
(2019)
Clip vidéo
[vidéo] « Zemër », sur YouTube
Zemër ([zɛməɾ] ; « cœur » en albanais) est une chanson de la chanteuse albanaise Dhurata Dora et du rappeur algérien Soolking. Elle est sortie le 19 avril 2019 en tant que single. Dhurata Dora et Soolking ont écrit la chanson. Le producteur albanais Big Bang, de son vrai nom Arbër Gjikolli, a également composé et produit le titre.
La chanson a connu un succès commercial à travers plusieurs pays européens, atteignant le top 30 en Albanie, en Suisse et en France. Elle a été certifiée disque de platine par le SNEP.
Pour plus de promotion, la chanson a été interprétée par les deux artistes à diverses occasions entre autres à Zürich et à Alger,,.

## Contexte et composition
Zemër a été écrite par Dhurata Dora et Soolking aux côtés du producteur kosovo-albanais Big Bang qui a également géré le processus de production de la chanson. En termes de notation musicale, la chanson a été composée en 
 et est réalisée dans la tonalité de si mineur avec un tempo de 157 battements par minute,.

## Clip vidéo
Le clip vidéo de Zemër a été publié sur la chaîne YouTube de Redbox Entertainment le 19 avril 2019,,,. Le clip a été enregistré à l'hôtel Amadeus Palace dans la ville de Tirana, en Albanie par Max Production, qui a précédemment déjà travaillé avec la chanteuse sur différents singles,. Le clip de la chanson a été le plus regardé de 2019 sur YouTube en Suisse.

## Crédits
Crédits provenant de Tidal.
- Dhurata Dora – voix, auteur
- Soolking – voix, auteur
- Big Bang (Arbër Gjikolli) – composition, production, programmation

## Classements et certifications

### Classements hebdomadaires
| Classement (2020)                        | Meilleure position |
| ---------------------------------------- | ------------------ |
| Albanie (The Top List)                   | 1                  |
| Belgique (Flandre Ultratip 100)          | Tip                |
| Belgique (Wallonie Ultratip 50)          | 6                  |
| Belgique (Wallonie Ultratop R&B/Hip-Hop) | 18                 |
| France (SNEP)                            | 21                 |
| France (SNEP Ventes)                     | 32                 |
| France (SNEP Radio)                      | 60                 |
| Suisse (Schweizer Hitparade)             | 13                 |
| Suisse (iTunes Charts)                   | 22                 |
| Suisse (Spotify Charts)                  | 14                 |

### Certification
| Région                                                                     | Certification | Ventes/Streams |
| -------------------------------------------------------------------------- | ------------- | -------------- |
| France (SNEP)                                                              | Diamant       | 50 000 000*    |
| xNon précisé par la certification ‡ventes/streaming selon la certification |               |                |

## Historique de sortie
| Région | Date          | Format                       | Label(s)                             | Réf    |
| ------ | ------------- | ---------------------------- | ------------------------------------ | ------ |
| Divers | 19 avril 2019 | - Téléchargement - streaming | - Affranchis - Hyper Focal - Capitol | [ 24 ] |